# Dark Room Sex Game
Vous lisez un « bon article » labellisé en 2010.
Dark Room Sex Game est un jeu vidéo publié sur Internet en février 2008 pour Windows et Mac OS. Il a été conçu et développé par une équipe de sept étudiants de diverses nationalités. Il s’agit d’un jeu de rythme orienté vers le party game. Sous-titré « Je peux te toucher la Wiimote ? » (« Can I touch your Wiimote? »), il est présenté comme « un jeu de sexe sans graphismes ».
Le jeu s’exécute intégralement avec un écran noir, et le gameplay est basé exclusivement sur des indications sonores et haptiques. Un joueur doit trouver un rythme avec son partenaire, et progressivement accélérer jusqu’à une fréquence cible, représentant l’orgasme. Le jeu est jouable au clavier ou à la Wiimote, et accepte jusqu’à quatre joueurs.
Dark Room Sex Game a été développé par des étudiants de l’Université IT de Copenhague pour la Nordic Game Jam. Il s’agissait d’une compétition consistant à développer un jeu en un week-end, autour du thème « Tabou ». L’idée de base de l’équipe est qu’« un jeu sur le sexe serait plus érotique si dépourvu de tout visuel, en forçant les joueurs à utiliser leur imagination ».
Le jeu reçoit des critiques positives de la presse spécialisée, qui le juge « très fun ». Il est considéré comme un titre intéressant pour l’évolution du jeu vidéo, de par son approche unique du sexe dans le gameplay. Il remporte plusieurs prix, notamment à l’IndieCade 2008.

## Système de jeu
Dark Room Sex Game est un jeu de rythme orienté vers le party game. Il s’agit d’un jeu sur le sexe. Entièrement dépourvu de graphismes, l’exécution du jeu se fait intégralement sur écran noir. Le menu du jeu est entièrement sonore : une voix donne des indications sur le jeu et énonce les choix possibles. La sélection se fait au clavier. Trois modes de jeu sont possibles, pour des parties à un, deux ou quatre joueurs.

Entièrement dépourvu de graphismes, le jeu s’exécute intégralement avec un écran noir.

Six voix différentes sont programmées dans le jeu, mais il est possible d’en définir de nouvelles. À chaque partie, une voix est aléatoirement attribuée à chaque joueur. Il est donc possible d’avoir une partie avec des voix de personnes de même sexe,.
Le but du jeu est de trouver un rythme avec son partenaire, et d’accélérer progressivement jusqu’à atteindre l’orgasme. Au clavier, les joueurs doivent appuyer sur les touches du pavé numérique. À la Wiimote, ils doivent agiter le contrôleur en rythme. En l’absence de graphismes, les joueurs ne peuvent se baser que sur les indications sonores, prenant la forme de gémissements lascifs, et le cas échéant sur les vibrations de la Wiimote.
Le jeu est découpé en trois phases de jeu distinctes. La première phase, dite d’« échauffement », correspond aux préliminaires. Les seconde et troisième phases sont plus intenses. Chaque voix possède pour chaque phase de jeu cinq sons « positifs », utilisés lorsque le rythme est bon ; et un son « négatif », pour un rythme trop élevé. Il existe également pour chaque voix trois sons d’orgasme.
Le gameplay est centré sur une variable de rythme, exprimée en millisecondes. Au début d’une partie, la période est de 2 000 millisecondes. À chaque tour de jeu, la variable est modifiée : elle est abaissée si le rythme exécuté par les joueurs correspond au rythme cible, et augmentée dans le cas contraire. Les bonus et les pénalités sont tirés dans des intervalles définis. La transition d’une phase à une autre se fait à une période de 1 500 puis 850 millisecondes, et la victoire est atteinte à 395 millisecondes.
Toutes les variables du jeu sont modifiables dans un fichier de configuration textuel.
Le mode multijoueur à quatre est dit « mode Orgie » (« Orgy mode »). Dans ce mode, deux équipes de deux sont formées aléatoirement. Il s’agit d’un mode compétitif où chaque équipe doit atteindre l’orgasme avant l’autre. La première étape pour chaque joueur consiste à déterminer quel est son équipier. L’équipe en tête subit des pénalités plus importantes en cas d’erreur. Une fois que l’une des équipes a gagné, les équipes sont refaites aléatoirement, représentant un échange de partenaire.

## Développement
Dark Room Sex Game est développé lors de la Nordic Game Jam. Une jam est une compétition ouverte à tous, où les participants conçoivent et réalisent un jeu vidéo en l’espace d’un week-end. Elle a été organisée du 1er au 3 février 2008 par l’Université IT de Copenhague au Danemark, et a rassemblé 150 participants. Cette édition avait pour thème « Tabou », sans plus de précisions. Plusieurs contraintes étaient par ailleurs imposées. Il devait s’agir d’une création jouable avec un contrôleur, multijoueur, comportant une boucle de jeu avec des éléments de victoire et de high score.
L’idée originelle est de Lau Korsgaard, et consistait à réaliser un jeu érotique dépourvu de graphismes. Il partage cette idée avec Douglas Wilson. Tous deux apportent cette idée à la jam, où cinq autres étudiants se joignent au projet : Dajana Dimovska, Kennett Wong, Lars Bojsen-Møller, Mads Lyngvig et Robin Di Capua. Les sept étudiants se chargent de l’ensemble du développement : game design, programmation, etc. Lars Bojsen-Møller compose la musique,,.

« De nos jours, les jeux érotiques sont souvent ouvertement explicites, ne laissant aucune part à l’imagination. Nous voulions aller à contre-courant de cette tendance, en montrant que l’imagination d’un joueur est un créateur d’images cochonnes beaucoup plus puissant que n’importe quel moteur de rendu 3D. »

— Lau Korsgaard
Korsgaard s’est déclaré déçu par les jeux érotiques auxquels il a pu jouer. Il cite néanmoins le shoot them up Rez comme intéressant. Il était vendu avec un périphérique appelé le Trance Vibrator, un puissant dispositif de vibration, pouvant être utilisé comme jouet sexuel. L’équipe souhaite utiliser les spécificités du médium en matière d’interactivité et de rétroaction, plutôt que de suivre la tendance et de « copier les films pornographiques ». En l’absence de graphismes, ils estiment ne pas courir le risque de tomber dans le mauvais goût,.

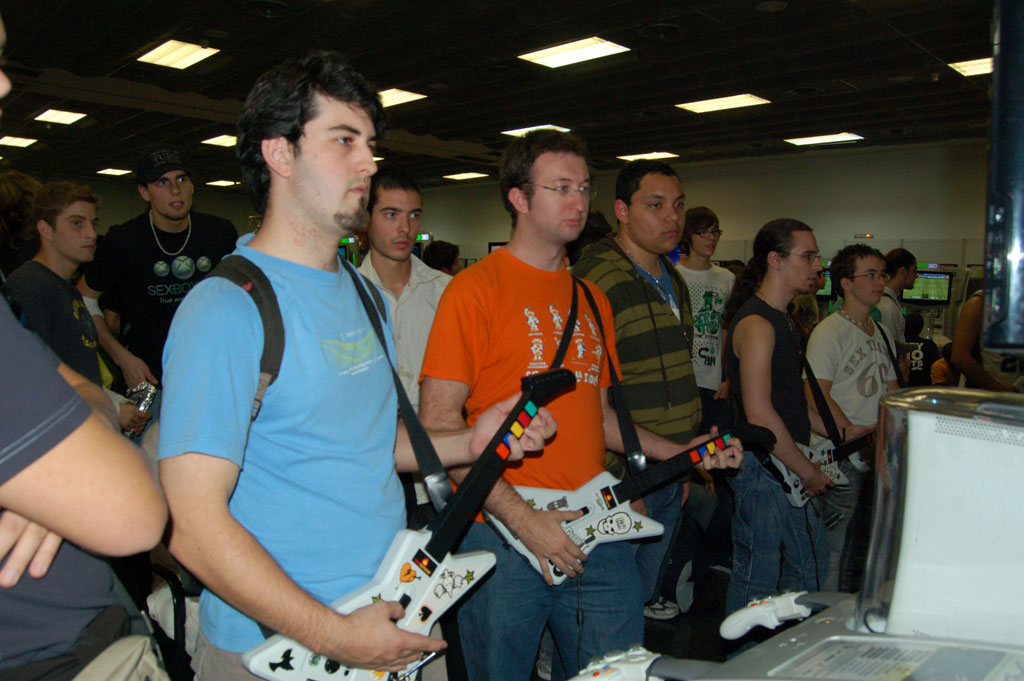
Largement inspiré des jeux de rythme, le jeu est aussi une réponse aux Guitar Hero et Rock Band, perçus par certains membres de l’équipe comme anti-sociaux.

Les jeux de rythme sont une des sources d’inspiration principales de l’équipe. Pour Wilson, les jeux tels que Guitar Hero et Rock Band, qui se veulent des party games, sont en réalité anti-sociaux. En effet, les joueurs ont le regard fixé sur l’écran, les faisant ressembler selon lui à des « zombis ». L’idée de l’équipe est que l’absence de graphismes et la nécessité de coopération force les joueurs à se regarder, amplifiant l’aspect gênant,.
L’équipe apporte un soin tout particulier aux effets sonores, s’agissant d’un aspect central du gameplay. Ils expérimentent différents types et intensités de gémissement, en étudiant différents médias à contenu sexuel. Plusieurs membres de l’équipe consacrent la journée du samedi au visionnage de films pornographiques, dans le but initial d’en extraire les bruitages pour le jeu. Toutefois, l’équipe ne parvient pas à obtenir suffisamment de sons de la longueur désirée pour la même voix. Ils jugent également la qualité générale insuffisante.

« En désespoir de cause, nous avons essayé d’enregistrer nos propres sons. Nous pensions qu’ils paraîtraient forcés, mais il s’est avéré qu’ils fonctionnaient très bien dans l’esthétique du jeu. »

— Douglas Wilson
L’équipe a utilisé des sons de films pornographiques et usé de boissons alcoolisées pour améliorer les prestations de certains doubleurs. Six voix différentes, trois masculines et trois féminines, sont incluses dans le jeu final. L’équipe comptait initialement proposer un mode six joueurs, mais le résultat était trop confus. Avec trop de sons joués en même temps, il devenait impossible d’identifier son partenaire. L’équipe a également des difficultés à ajuster le système de bonus/malus dans l’algorithme de calcul du rythme. L’équilibre est dur à trouver entre un jeu accessible aux néophytes et intéressant pour les joueurs expérimentés.

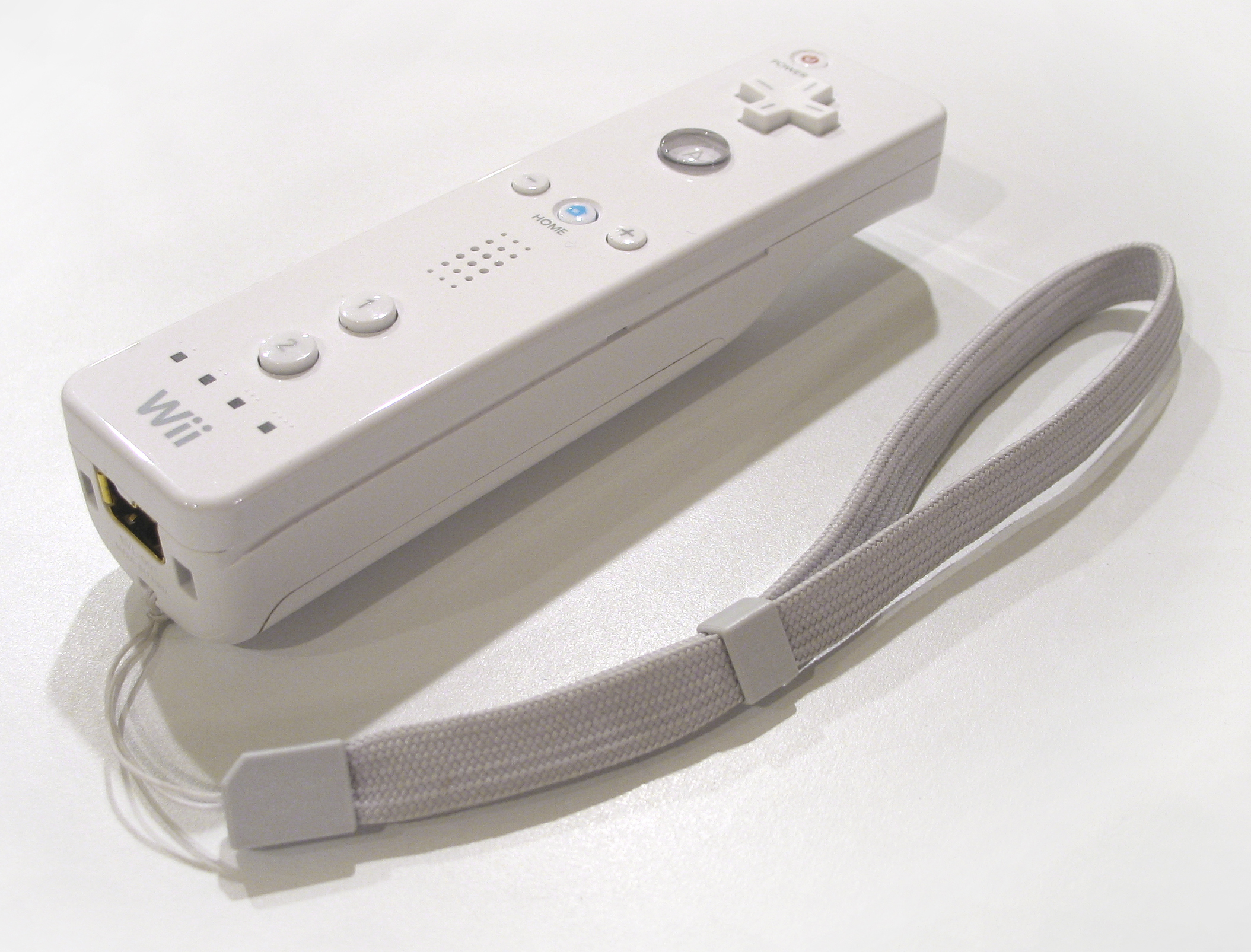
La forme phallique et les fonctionnalités de vibration de la Wiimote ont inspiré les développeurs.

Le jeu est initialement prévu pour fonctionner au clavier seulement. L’équipe est par la suite inspirée par la forme phallique et les fonctionnalités de vibration de la Wiimote,. Elle décide que ce contrôleur permettait d’obtenir « cette dynamique de deux joueurs se regardant l’un l’autre, ainsi qu’une certaine dimension physique ». Pour autant, l’équipe ne considère pas que la version Wiimote est « meilleure » que l’autre. La version clavier force les joueurs à être pressés les uns aux autres, rendant cette version « plus provocante par certains aspects ».
Le jeu est développé en Java, sous l’environnement de développement Eclipse. L’aspect sonore exploite l’interface de programmation de la bibliothèque logicielle FMOD. L’interfaçage avec la Wiimote est le point technique le plus difficile du développement. La connexion avec la Wiimote est faite avec une interface homebrew appelée « WiiRemoteJ API ». La connexion Bluetooth est gérée par une bibliothèque libre. Sous Windows, un adaptateur Bluetooth est nécessaire, et le pilote Microsoft utilisé par défaut n’est pas compatible avec la Wiimote. Sous Mac OS, le Bluetooth est généralement supporté, mais le pilote pour Wiimote est encore plus instable sur ce système,,,.
En travaillant avec les Wiimotes, l’équipe se rend compte que leur jeu est radicalement opposé à la vision Nintendo de jeux pour toute la famille. Ils rassemblent des spots publicitaires Nintendo pour la Wii et Wii Fit, qui montrent des personnes de face, agitant la Wiimote de diverses manières pour jouer. L’équipe les détourne pour réaliser une vidéo promotionnelle parodique baptisée Wii Fuck. Les mouvements des personnes y sont ponctués des râles de Dark Room Sex Game. Ils en publient une version édulcorée sur Internet.

## Accueil
Dark Room Sex Game reçoit des critiques globalement positives de la presse spécialisée. Pour Oli Welsh de Eurogamer, le jeu est « hilarant et gênant, avec un challenge fun et bien dosé ». Pour lui, Dark Room Sex Game est une « solution géniale pour briser le dernier tabou du jeu vidéo : éteindre les lumières ».
John Walker de Rock, Paper, Shotgun le décrit comme « une expérience de jeu étrangement auditive ». Pour Kevin Kelly de Joystiq, il s’agit du jeu le plus étrange présenté à l’IndieCade 2008, « immanquablement fun en soirée ». John Constantine de Nerve juge le design intéressant et bien mis en application, notamment l’approche sans graphismes. Cependant, le jeu lui est apparu comme « au mieux stupide, au pire franchement glauque ». Le jeu est selon lui difficile à prendre au sérieux avec « la musique de salle d’attente, les gémissements kitsch et la voix [du menu principal] ». Il décrit cette voix comme étant celle de « GLaDOS version maîtresse ». Ross Miller de Joystiq fait également ce lien avec l’intelligence artificielle antagoniste de Portal.
1UP.com le sélectionne dans son top cinq des meilleurs jeux sur PC présentés à l’E3 2008. Il remporte aux Gotlamb Game Awards 2008 le prix du meilleur jeu dans la catégorie « Open and Invitational ». Il est candidat à la compétition étudiante de l’Independent Games Festival 2009.
Dark Room Sex Game est perçu par certains critiques comme une étape intéressante pour le jeu vidéo. En octobre 2008, le jeu est sélectionné à l’IndieCade, un festival organisé à Seattle par l’association du même nom. Son but est d’« encourager, promouvoir et cultiver l’innovation et l’art dans les médias interactifs, et d’aider à ce que les jeux soient considérés par le public comme des œuvres riches, diverses, artistiques, ayant une réelle importance culturelle ». Stephanie Barish, fondatrice et présidente de l’IndieCade, décrit Dark Room Sex Game comme « une installation utilisant la Wiimote pour explorer la métaphore et le mécanisme du sexe ». Il reçoit au festival le prix du « jeu le plus fun » (« Most Fun Game »),.
Pour sa chronique dans Edge publiée en juillet 2009, Chris Dahlen donne Dark Room Sex Game, avec God of War, comme exemple de jeu ayant intégré le sexe au gameplay.

## Postérité

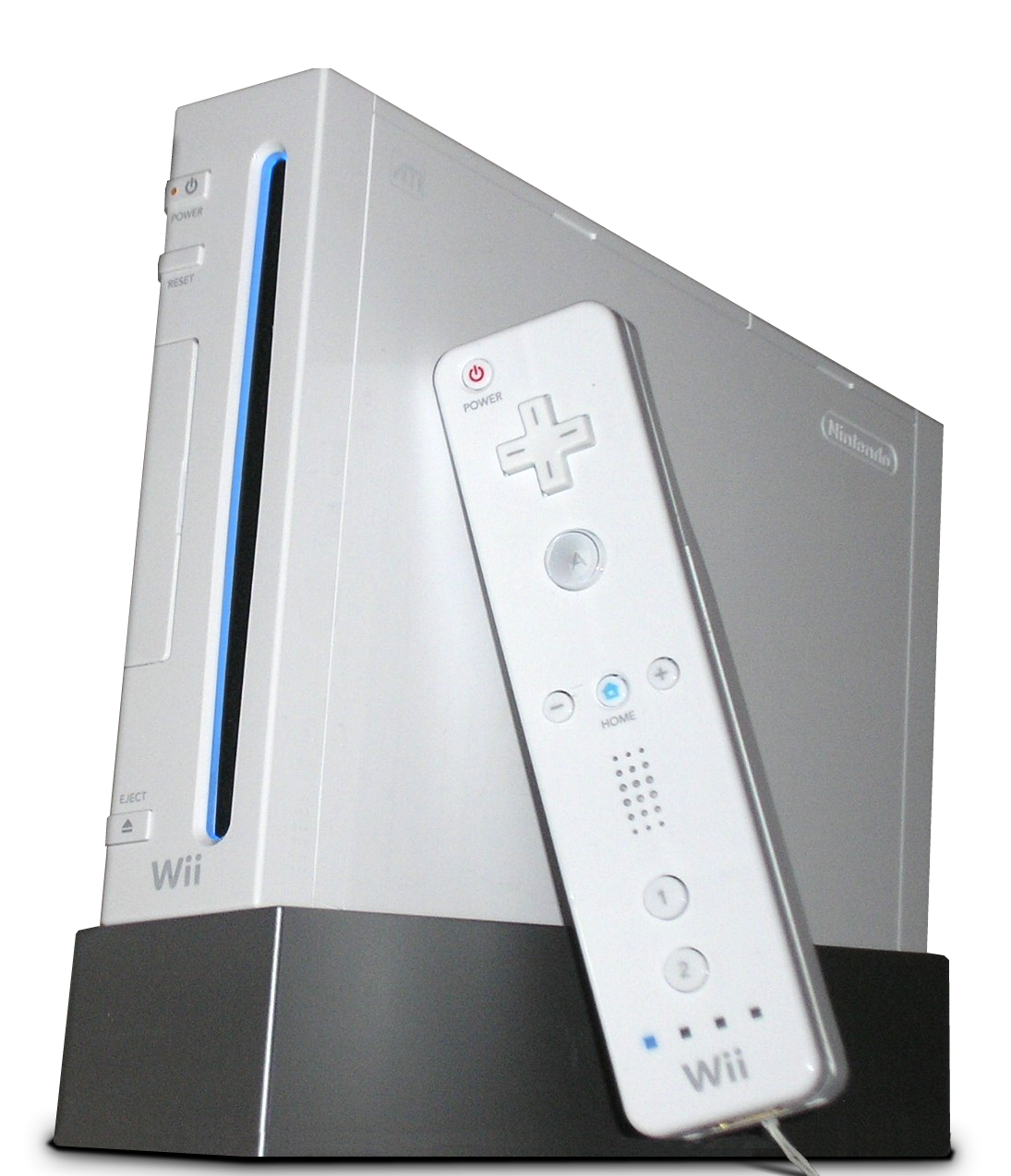
Les critiques estiment que Nintendo n’accepterait jamais la publication d’une version pour console Wii.

Le jeu étant loin d’être stable, l’équipe a déclaré en janvier 2009 vouloir continuer le débogage. Ils envisagent également de publier des extensions, comprenant de nouvelles voix et des voix traduites.
L’équipe a déclaré ne jamais avoir eu l’intention de commercialiser Dark Room Sex Game. Ils considèrent cependant qu’il serait formidable que le jeu soit publié sur console Wii. Oli Welsh de Eurogamer estime que vendu à un prix raisonnable, Dark Room Sex Game pourrait avoir beaucoup de succès sur la plate-forme WiiWare. Il doute cependant que Nintendo accepte jamais de publier un tel jeu. Ross Miller de Joystiq est du même avis, déclarant que le jeu pourrait être proposé sur la chaîne Homebrew, une application permettant de faire fonctionner des programmes non officiels sur la console. De même, l’équipe a déclaré avoir des idées pour une version sur iPhone, mais que Apple n’y serait sans doute pas favorable.

### Médias externes
- [vidéo] « 1-Player demonstration », sur YouTube
- [vidéo] « 2-Player demonstration », sur YouTube
- [vidéo] « 4-Player demonstration at a party », sur YouTube